# Louis de Guizard
Marie Louis Anicet de Blanc de Guizard est un préfet et député français né le 10 août 1797 à Villecomtal (Aveyron) et mort le 16 avril 1879 à Rodez (Aveyron).

## Biographie
Rédacteur au journal Le Globe, il participe aux journées de juillet 1830, il est nommé cette même année préfet de l'Aveyron, puis en mai 1834 directeur des bâtiments et monuments publics au ministère de l'Intérieur. Il est député de l'Aveyron de 1834 à 1839 et siège avec Thiers contre le ministère Molé. Il est une deuxième fois nommé préfet de l'Aveyron de 1839 à 1848, année de sa retraite.

### Carrière de haut fonctionnaire
- Préfet de l'Aveyron de 1830 à 1834 et de 1839 à 1848
- Directeur des bâtiments et monuments publics au ministère de l'Intérieur (nomination en 1834)

### Mandats politiques
- Député de l'Aveyron en 1834 puis de 1834 à 1839

## Sources
- « Louis de Guizard », dans Adolphe Robert et Gaston Cougny, Dictionnaire des parlementaires français, Edgar Bourloton, 1889-1891 [détail de l’édition]
- Hippolyte de Barrau, Documents historiques et généalogiques sur les familles et les hommes remarquables du Rouergue dans les temps anciens et modernes, tome 3, pages 356 à 357, Rodez, 1853-1860
- Eugène de Barrau, Les chemins d'une vie, carnets intimes d'un notable aveyronnais (1832-1862), pages XLIV-XLV, archives historiques du Rouergue, XXVII, Société des lettres, sciences et arts de l'Aveyron, 2007
- Fernand de Barrau, Galerie des préfets de l'Aveyron, Rodez, 1905-1907